# Maximaal en minimaal element
In de ordetheorie, een deelgebied van wiskunde, heet een element van een deelverzameling van een verzameling met een preorde een maximaal element als er geen groter element is. Duaal heet een element een minimaal element als er geen kleiner element is. De begrippen maximaal en minimaal element zijn zwakker dan die van grootste en kleinste element (die ook bekendstaan als respectievelijk het maximum en het minimum); partieel geordende verzamelingen kunnen meerdere maximale en/of minimale elementen hebben.

## Definitie
Laat {\displaystyle R} een verzameling zijn met preorde {\displaystyle \lesssim }, en {\displaystyle S\subseteq R} een deelverzameling. Een element {\displaystyle m} van {\displaystyle S} heet maximaal element van {\displaystyle S} ten opzichte van de orde {\displaystyle \lesssim }, als  voor alle {\displaystyle s\in S} geldt:
{\displaystyle m\lesssim s\Longrightarrow s\lesssim m}
Een element {\displaystyle m\in S} heet een minimaal element van {\displaystyle S} ten opzichte van de orde {\displaystyle \lesssim }, als voor alle {\displaystyle s\in S} geldt:
{\displaystyle s\lesssim m\Longrightarrow m\lesssim s}

## Voorbeelden
Op de complexe getallen is de relatie {\displaystyle z\lesssim z'} als {\displaystyle |z|\leq |z'|} een (totale) preorde. In de deelverzameling {\displaystyle S=\{z\in \mathbb {C} \mid |z|\leq 1\}} zijn alle getallen op de eenheidscirkel maximale elementen van {\displaystyle S}.
In een partieel geordende verzameling {\displaystyle (M,\leq )} met {\displaystyle M=\{a,b,c\}} en {\displaystyle a\leq b} en {\displaystyle a\leq c} zijn {\displaystyle b} en {\displaystyle c} wel maximale elementen (van heel {\displaystyle M}), want er bestaan geen grotere elementen, maar het zijn geen grootste elementen, want ze zijn niet groter dan alle elementen van {\displaystyle M} (in het bijzonder geldt niet {\displaystyle b\leq c} of {\displaystyle c\leq b}). Aan de andere kant is {\displaystyle a} in dit voorbeeld zowel een minimaal als een kleinste element.